# Fort Oglethorpe, Georgia
Fort Oglethorpe är en stad (city) i Catoosa County, och  Walker County, i delstaten Georgia, USA. Enligt United States Census Bureau har staden en folkmängd på 9 342 invånare (2011) och en landarea på 36 km².